# 市川明廣
市川 明廣（いちかわ あきひろ、1948年 - ）は、日本の彫刻家。二科会評議員。
愛知県一宮市生まれ。東京芸術大学大学院彫刻科を修了後、黒御影石や大理石などの石彫を中心に数々の作品を制作。
公共施設のモニュメント制作から一般家庭のインテリア作品まで幅広く制作活動を行っている。 

## 略歴
1948年　愛知県一宮市に生まれる
 
1975年　東京芸術大学大学院彫刻科修了

　　　　 東京芸術大学彫刻科　非常勤講師となる(～1977年)
　　　　 二科展で特選受賞
 
1982年　二科展で会友賞受賞
 
1987年　神戸具象彫刻大賞展　読売賞受賞

1988年　二科会会員に推挙される
 
1992年　二科展で会員賞受賞
 
1995年　名古屋芸術大学彫刻科非常勤講師となる(～2000年)
 
1997年　愛知県芸術文化選奨　文化賞受賞
 
2015年　第100回記念二科展でローマ賞受賞

## 主な作品設置場所
北海道NTT札幌病院

新潟県JR十日町駅前

武蔵野音楽大学

千葉県佐倉市長隈橋

東京都中央区立常盤小学校

神奈川県立茅ヶ崎養護学校

名古屋市中区広小路歩道

名古屋明徳短期大学（現　星城大学）

尾西信用金庫一宮末広支店

愛知県立一宮高等学校

愛知県一宮市三井緑地
 
神戸市中央区湊川神社西側歩道
 
福岡県行橋市京都ホテル

他　各所